# Timothée Parrique
Timothée Parrique, né en 1989 à Versailles, est un économiste français. Il est chercheur à la Faculté des hautes études commerciales (HEC) de l'Université de Lausanne, en Suisse. Il est spécialiste de la décroissance et de la postcroissance,.

## Parcours

### Enfance et formation
Timothée Parrique naît en 1989. Il grandit à Bailly, une petite ville près de Versailles.
Il étudie l'économie et les sciences de l'environnement à l'Université de Versailles-Saint-Quentin-en-Yvelines, et l'économie écologique et les sciences de la soutenabilité à l'Université d'Uppsala en Suède.
Il est titulaire d’un doctorat en économie du Centre d'études et de recherches en développement international (CERDI) de l'Université Clermont Auvergne et du Stockholm Resilience Center de l’Université de Stockholm en Suède.

### Carrière
C'est pendant son échange Erasmus à l'Université d'Uppsala en Suède que Timothée Parrique a une soudaine prise de conscience en étudiant l'économie écologique et en fréquentant le Centre d’études sur l’environnement et le développement (CEMUS), une entité co-créé par des étudiants dans les années 1990 dont l’ambition est d'améliorer le traitement des sujets liées à la soutenabilité dans les cursus universitaires. Il suit également les cours en 2014 et en 2016 d'une école d'été sur l'écologie politique à Barcelone qui le confortent dans sa nouvelle prise de position,.
De 2016 à 2019, il écrit une thèse de doctorat à l'Université Clermont Auvergne sous la direction d'Arnaud Diemer (Centre d'Excellence Jean Monnet sur le développement durable, CERDI, UCA-CNRS-IRD), Sylvie Ferrari (Université de Bordeaux) et Sarah Cornell (Stockholm Resilience Centre de l’Université de Lund en Suède).
En 2019, il est le lead-auteur du rapport publié par le Bureau européen de l'environnement intitulé Decoupling debunked-Evidence and arguments against green growth, une version adaptée d'une partie de sa thèse de doctorat (Chapitre 2 : Biophysical limits to growth, Section 3 : The decoupling controverty, pp. 91-119). 
Après l'avoir défendue en décembre 2019, sa thèse de 871 pages, The Political Economy of Degrowth est postée en ligne sur le site theses.hal.science début mars 2020. Elle met en évidence les conséquences sociales et écologiques de la croissance économique. Dans la dernière partie de sa thèse, il examine différentes solutions pour mettre en œuvre la décroissance dans la société. Elle est téléchargée plus de 70 000 fois. Timothée Parrique devient l'un des défenseurs de la décroissance en France, dans un contexte où ce concept gagne en popularité.
En septembre 2022, Timothée Parrique publie un ouvrage tiré de sa thèse aux éditions du Seuil, sous le titre Ralentir ou périr : l'économie de la décroissance. Il soutient « une réduction de la production et de la consommation pour alléger l'empreinte écologique planifiée démocratiquement dans un esprit de justice sociale et dans le souci du bien-être »,,. Le livre se vend à plus de 40 000 exemplaires. La première traduction du livre, Desacelerar o morir. Todo lo que hay que saber (y desmitificar) para comprender el decrecimiento, est sortie début 2024 chez Siglo XXI Editores, une maison d'édition Mexicaine, et plusieurs autres traductions sont en cours. 
En mai 2022, Timothée Parrique intègre la School of Economics and Management de l’Université de Lund, en Suède, où il y effectue ses recherches en économie écologique dans le cadre du projet Postgrowth welfare systems. Depuis octobre 2024, il est chercheur à la Faculté des hautes études commerciales (HEC) de l'Université de Lausanne, en Suisse.
Il participe aussi à de nombreuses conférences pour parler de décroissance, notamment dans des grandes écoles comme HEC Paris, des universités, des collectivités, ainsi que des entreprises et institutions comme Airbus, Thales, l’AFD, la Caisse des dépôts, Orange, Bouygues, SNCF ou Saint-Gobain,,.

## Prises de position
Dans Ralentir ou périr, Timothée Parrique critique les notions de PIB et de croissance qui ont poussé les humains à franchir les limites planétaires. Il rejette aussi le concept de la « croissance verte » car il considère qu'une croissance sans pollution, sans extraction de ressources et sans émission de gaz à effet de serre est impossible. Il propose donc un modèle de société post-croissance, contribuant à l'égalité, à la justice sociale et au bien-être collectif,,.
Timothée Parrique est partisan de la low-tech, considérant que la neutralité carbone ne peut être atteinte grâce à l'innovation technologique,.

## Critiques
(novembre 2023).

### Critiques positives
- « Avec Jean-Marc Jancovici, Pablo Servigne ou Aurélien Barrau, Timothée Parrique fait désormais partie des noms qui surgissent très vite dans les conversations de la « génération climat ».» indique Rémi Noyon, journaliste au sein du magazine L’Obs[3].
- « Il arrive au moment où les jeunes de 20 ans exigent de la cohérence et se détournent d’une hypothétique « transition écologique », vendue par les institutions, qui se fait toujours attendre », explique Agnès Sinaï, co-directrice d'un cours sur les « théories et politiques de la décroissance » à Sciences-Po[3].
- « Timothée est drôle et rigoureux, il tweete de manière légère et il blogue de manière sérieuse. Il peut à la fois évaluer scientifiquement un papier académique dans une revue internationale et manier des « références » typiques des « millennials » et de la génération Z », note l’économiste Eloi Laurent[3].

## Récompenses
En 2022, Timothée Parrique reçoit de la Fondation Terre Solidaire le premier prix dans la catégorie « Sciences Humaines et Sociales » pour la publication de sa thèse.
Pour son ouvrage Ralentir ou périr, il reçoit le prix de l’essai EcoloObs, décerné par le magazine d'actualité hebdomadaire L'Obs, en mai 2023.
En 2023, il reçoit le prix du développement durable de l'Agenda 2030 de l'Université de Lund, accompagné d'une prime de 25 000 couronnes suédoises, soit près de 2 000 euros.

## Publications
- Timothée Parrique, Ralentir ou périr : l'économie de la décroissance, Éditions du Seuil, 2022, 320 p. (ISBN 9782021508093).
- (en) Timothee Parrique, The political economy of degrowth, thèse de doctorat, 2019.
- L’heure de la décroissance a sonné, in « Décroissance : Réinventer l'abondance », hors-série Socialter, 29 octobre 2024, lire en ligne.